# Muhlenbergia cleefii
Muhlenbergia cleefii är en gräsart som beskrevs av Simon Laegaard. Muhlenbergia cleefii ingår i släktet muhlygräs, och familjen gräs. Inga underarter finns listade i Catalogue of Life.